# Jochem Verberne
Joachim „Jochem“ Hermanus Jacobus Verberne (* 20. Januar 1978 in Alkmaar) ist ein ehemaliger niederländischer Ruderer, 2000 gewann er im Doppelvierer die olympische Silbermedaille.

## Leben
Verberne gewann 1995 Bronze im Doppelvierer bei den Junioren-Weltmeisterschaften. 1998 belegte er mit dem Doppelzweier den fünften Platz bei den (inoffiziellen) U23-Weltmeisterschaften. 1999 debütierte er in Hazewinkel im Weltcup mit einem siebten Platz im Doppelzweier, in Luzern erreichte er im Doppelvierer den vierten Platz. 2000 ruderte er mit dem Doppelvierer auf den dritten Platz in München und auf den zweiten Platz in Luzern. Bei der Olympiaregatta 2000 in Sydney gewannen Jochem Verberne, Dirk Lippits, Diederik Simon und Michiel Bartman Silber hinter dem italienischen Doppelvierer und vor dem deutschen Boot. 